# James Macpherson
James Macpherson (27. října 1736, Ruthven, Inverness-shire, Skotsko – 17. února 1796,
Belville, Inverness-shire, Skotsko) byl skotský politik a anglicky píšící preromantický básník, spisovatel a překladatel. Proslavil se vydáním údajných překladů děl keltského básníka Ossiana ze 3. století, které výrazně ovlivnily evropskou kulturu a nastupující romantismus na přelomu 18. a 19. století a které jsou dnes všeobecně považované za literární mystifikaci.

## Život
Narodil se v Ruthenu poblíž skotského města Inverness. V letech 1753–1756 vystudoval teologii na univerzitách v Aberdeenu a Edinburghu, ale pak se vrátil do rodné vesnice a stal se učitelem. Roku 1758 se přestěhoval do Edinburghu, aby se věnoval literární kariéře, a vydal delší báseň The Highlander (Horal) napsanou v hrdinském dvojverší.

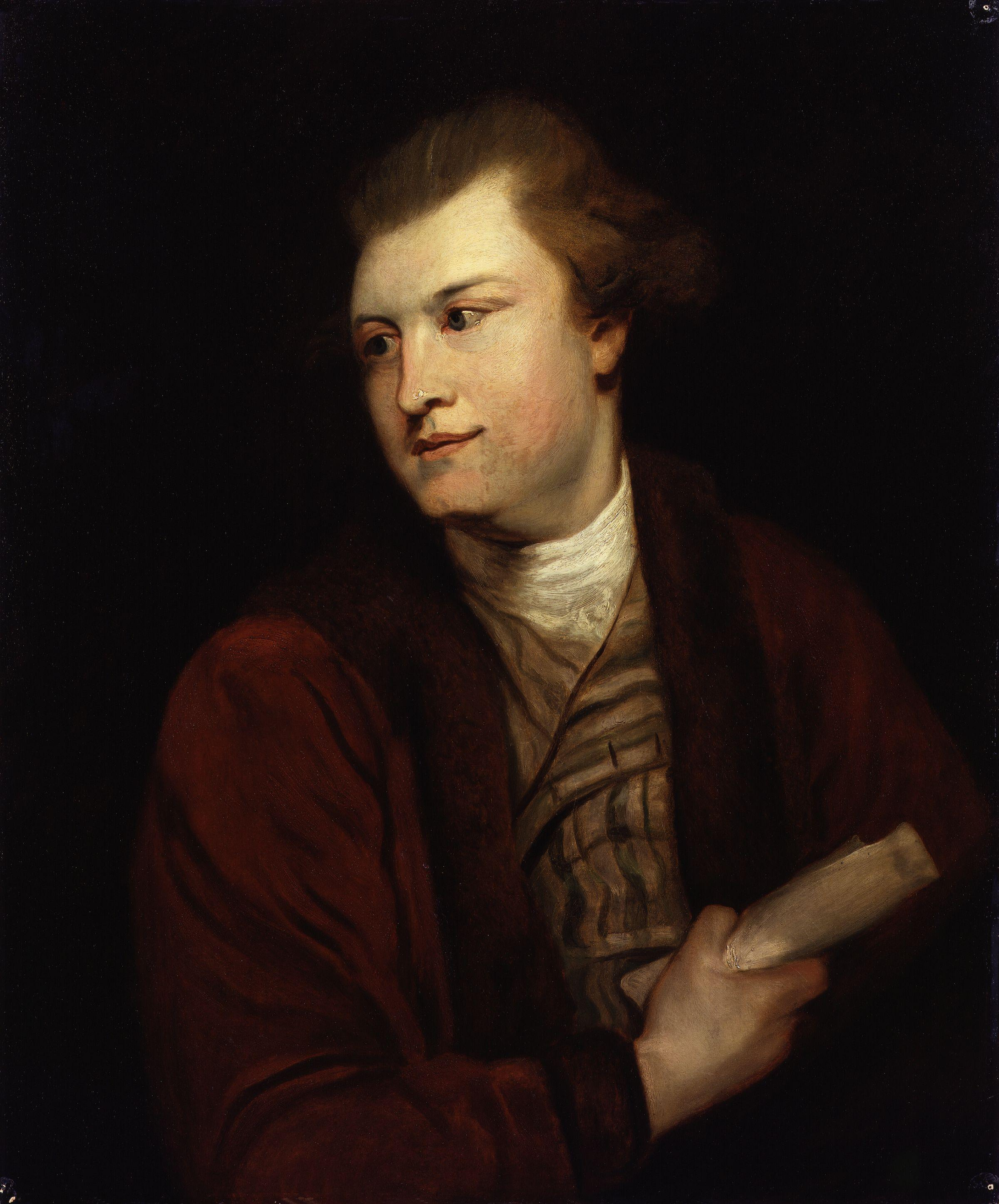
James Macpherson

Na podnět přátel se začal zajímat o gaelskou lidovou slovesnost, sesbíral celou řadu ústních památek a vydal je roku 1760. Obrovský úspěch tohoto díla ho podnítil k pátrání po dalších památkách a výsledkem této činnosti bylo vydání dvou eposů v rytmizované próze doplněných menšími básněmi, a to Fingal (1761) a Temora (1763), o kterých tvrdil, že jde o překlad děl keltského slepého básníka Ossiana ze 3. století. Souborné vydání všech těchto básní vyšlo roku 1765 s předmluvou skotského duchovního a profesora rétoriky na Edinburské univerzitě Hugha Blaira, který poté, co byly básně označeny za padělky, jejich pravost obhajoval.
Vedle obrovského nadšení, které vydání Ossianových básní vyvolalo po celé Evropě, se okamžitě objevily i kritické hlasy, pochybující o jejich pravosti, zvláště když Macpherson neuveřejnil originální zdroje s tím, že vydavatel požadoval pouze anglický překlad. Například anglický básník a literární kritik Samuel Johnson tvrdil, že Macpherson našel jen fragmenty starých textů a na jejich základě vytvořil vlastní dílo. Tato teze byla po Macphersenově smrti přijata jako pravdivá.
Roku 1764 odjel Macpherson na Floridu do Pensacoly, aby se stal sekretářem tamějšího guvernéra Johnstona. Pro vzájemné neshody se roku 1766 vrátil do vlasti, věnoval se psaní politických spisů a pamfletů, pořídil prozaický překlad Iliady a v letech 1780–1790 byl členem Dolní sněmovny britského parlamentu. Zemřel v rodném kraji ve svém domě nazvaném Belville (Belleville nebo Balavil) a pochován byl ve Westminsterském opatství v Londýně.

## Bibliografie

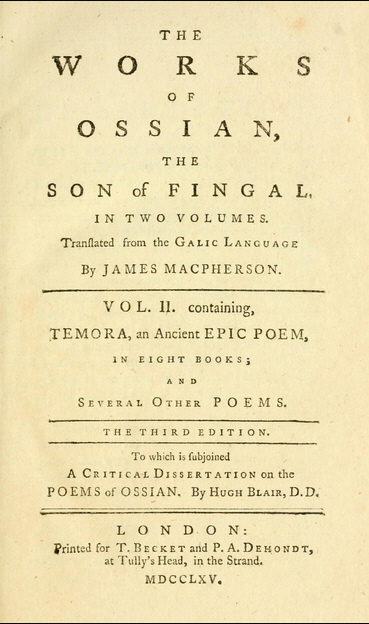
Díla Ossiana, syna Fingala, II. díl, první vydání z roku 1765

## České překlady a vydání
- První český překlad několika zpěvů pořídil roku 1817 František Palacký a uveřejnil je v Prvotinách pěkných umění, což byla literární příloha k c. k. Vídeňským novinám.[8]
- František Ladislav Čelakovský přeložil roku 1826 báseň Carthon doprovázející epos Fingal.[9]
- Ossianovy básně dlé přeloženj anglického Jak. Macphersona, Praha: Jozefa Fetterlowá z Wildenbrunu 1827, přeložil Josef František Hollmann, jedná se o výbor z prvního díla souborného vydání obsahující epos Fingal a dvě z doprovodných básní.
- Překlady několika básní uveřejnil Jaroslav Vrchlický ve své knize Moderní básníci angličtí, Praha: Josef R. Vilímek 1898.
- Básně Ossianovy, Praha: Jan Otto 1903, přeložil Josef Baudiš, výbor.